# فارس الكؤوس (فلم)
فارس الكؤوس  (بالإنجليزية: Knight of Cups) هو فيلم دراما قادم يتم إنتاجه في الولايات المتحدة. الفيلم من إخراج وكتابة تيرينس ماليك. من بطولة كريستيان بيل وناتالي بورتمان وكيت بلانشيت وإيزابيل لوكاس وتيريزا بالمر.

## القصة
تدور أحداث القصة حول أمير صغير يرسله والده ملك الشرق إلى مصر للبحث عن لؤلؤة مشهورة، لكن بمجرد وصول الأمير إلى مصر، يتجرع كأسًا صبُّه له أحد العوام، فيُذهَل الأمير من بعده وقد نسي أصله الملكي ووالده وكل شيء عن اللؤلؤة، ثم غط في نوم عميق

## الممثلون والشخصيات
- كريستيان بيل
- ناتالي بورتمان
- كيت بلانشيت
- إيزابيل لوكاس
- تيريزا بالمر
- جويل كينمان
- فريدا بينتو
- أنتونيو بانديراس
- نيك أوفرمان

## وصلات خارجية
- مقالات تستعمل روابط فنية بلا صلة مع ويكي بيانات

لا توجد روابط لمواقع التواصل الاجتماعي.